# Katzbalger
Der Katzbalger (auch Landsknechtsschwert) ist ein europäisches Kurzschwert des 16. Jahrhunderts. Der Name stammt von dem Vergleich des engen Nahkampfs, in dem das Schwert eingesetzt wurde, mit dem Kampfverhalten, der „Balgerei“, von Katzen.

## Geschichte
Der Katzbalger war eine weit verbreitete Nahkampfwaffe der Landsknechte des 16. Jahrhunderts.
Der Katzbalger hat eine verhältnismäßig kurze, breite Klinge mit einer Länge von etwa 50 bis 55 cm. Die Klinge läuft zum Ort hin schmaler zu und besitzt eine abgerundete Spitze. Der Ort ist sehr dünn geschliffen, was aus der Ansicht von der breiten Seite her oft nicht zu sehen ist. Der Parier ist oft S-förmig ausgeführt und an den Parierbügelenden mit kleinen Knäufen besetzt. Bei manchen Versionen ist ein Handschutzbügel angebracht, der bis zum fächerförmig ausgearbeiteten Knauf läuft. Das Heft (Griffstück) besteht aus Holz, die Scheide aus mit Leder überzogenem Holz. Oft sind in diesen Scheiden Nebenfächer angebracht, in denen Messer, Gabel und Pfriem mitgeführt werden konnten (Besteckscheiden). Um 1570 veränderte sich die Form der Griffe. Ab etwa 1590 wurden die Klingen länger und der Griff mit einem Korb ausgestattet. Sie wurden durch die italienische Schiavona beeinflusst, die dann auch den Katzbalger ersetzte. Originale befinden sich heute im Klingenmuseum Solingen, im Britischen Museum in London und im Historischen Museum Dresden.